# Dajana Jastremska
Dajana Oleksandrivna Jastremska (Oekraïens: Даяна Олександрівна Ястремська) (Odessa, 15 mei 2000) is een tennisspeelster uit Oekraïne. Jastremska begon op vijfjarige leeftijd met het spelen van tennis. Haar favoriete ondergrond is hardcourt. Zij speelt rechtshandig en heeft een tweehandige backhand. Zij is actief in het internationale tennis sinds 2015.

## Loopbaan
Op het meisjesdubbelspeltoernooi van het Australian Open in 2016 verloor zij samen met Anastasia Zarycká de finale. Later dat jaar verloor zij de meisjesenkelspelfinale op Wimbledon van de Russin Anastasija Potapova.
In 2016 speelde zij haar eerste WTA-wedstrijd op de Istanbul Cup, waarvoor ze een wildcard kreeg. Een jaar later won zij in dezelfde stad haar eerste WTA-wedstrijd – zij bereikte er de kwartfinale.
In 2018 won zij haar eerste WTA-titel, in Hongkong.
In januari 2019 kwam Jastremska binnen in de top 50 van de wereldranglijst. In de loop van dat jaar won zij enkelspeltitels in Hua Hin en Straatsburg.
In 2021 bereikte zij de halve finale op het gemengd dubbelspel van het US Open met de Australiër Max Purcell aan haar zijde.
In 2022 had Jastremska daags voor de Russische invasie van Oekraïne een wildcard ontvangen voor het toernooi in Lyon. Zij was nog thuis in Odessa toen de bombardementen begonnen. Met haar familie schuilde zij twee dagen in een ondergrondse parkeergarage, waarna zij erin slaagde de Donau over te steken naar Roemenië en vandaaruit door te reizen naar Lyon, samen met haar vijftienjarig zusje Ivanna, beginnend ITF-speelster. De zussen kregen een wildcard voor het dubbelspeltoernooi waar zij in de eerste ronde verloren. Dajana versloeg in het enkelspel twee reekshoofden, Jasmine Paolini (5) en Sorana Cîrstea (2), en bereikte de finale, die zij verloor van de Chinese Zhang Shuai.
In 2023 won Jastremska haar vierde WTA-titel, op het toernooi van Kozerki waar zij de Belgische Greet Minnen in de finale klopte.
In 2024 bereikte Jastremska als kwalificante de halve finale op het Australian Open.

### Tennis in teamverband
In de periode 2019–2022 maakte Jastremska deel uit van het Oekraïense Fed Cup-team – zij vergaarde daar een winst/verlies-balans van 7–2.

## Posities op deWTA-ranglijst
Positie per einde seizoen:
| jaar | rang enkelspel | rang dubbelspel |
| ---- | -------------- | --------------- |
| 2015 | 1103           | –               |
| 2016 | 342            | 603             |
| 2017 | 189            | 229             |
| 2018 | 60             | 346             |
| 2019 | 22             | 84              |
| 2020 | 29             | 90              |
| 2021 | 97             | 196             |
| 2022 | 102            | 293             |
| 2023 | 106            | 728             |
| 2024 | 33             | 222             |

## Palmares
| Legenda                 |
| ----------------------- |
| Grandslamtoernooi       |
| Olympische Spelen       |
| Year-End Championships  |
| Premier Mandatory       |
| Premier Five / WTA 1000 |
| Premier / WTA 500       |
| International / WTA 250 |
| Challenger / WTA 125    |

### WTA-finaleplaatsen enkelspel
| nr.              | finale     | toernooi        | ondergrond    | tegenstandster          | score         |         |
| ---------------- | ---------- | --------------- | ------------- | ----------------------- | ------------- | ------- |
| gewonnen finales |            |                 |               |                         |               |         |
| 1.               | 2018-10-14 | WTA Hongkong    | hardcourt     | Wang Qiang              | 6-2, 6-1      | details |
| 2.               | 2019-02-03 | WTA Hua Hin     | hardcourt     | Ajla Tomljanović        | 6-2, 2-6, 7-6 | details |
| 3.               | 2019-05-25 | WTA Straatsburg | gravel        | Caroline Garcia         | 6-4, 5-7, 7-6 | details |
| 4.               | 2023-08-12 | WTA Kozerki     | hardcourt     | Greet Minnen            | 2-6, 6-1, 6-3 | details |
| verloren finales |            |                 |               |                         |               |         |
| 1.               | 2020-01-18 | WTA Adelaide    | hardcourt     | Ashleigh Barty          | 2-6, 5-7      | details |
| 2.               | 2022-03-06 | WTA Lyon        | hardcourt (i) | Zhang Shuai             | 6-3, 3-6, 4-6 | details |
| 3.               | 2025-02-02 | WTA Linz        | hardcourt (i) | Jekaterina Aleksandrova | 2-6, 6-3, 5-7 | details |
| 4.               | 2025-06-22 | WTA Nottingham  | gras          | McCartney Kessler       | 4-6, 5-7      | details |

## Resultaten grandslamtoernooien
| Legenda | Legenda                          |
| ------- | -------------------------------- |
| g.t.    | geen toernooi gehouden           |
| l.c.    | lagere categorie                 |
| –       | niet deelgenomen                 |
| G       | uitgeschakeld in de groepsfase   |
| 1R      | uitgeschakeld in de eerste ronde |
| 2R      | uitgeschakeld in de tweede ronde |
| 3R      | uitgeschakeld in de derde ronde  |
| 4R      | uitgeschakeld in de vierde ronde |
| KF      | uitgeschakeld in de kwartfinale  |
| HF      | uitgeschakeld in de halve finale |
| F       | de finale verloren               |
| W       | het toernooi gewonnen            |
| w-v     | winst/verlies-balans             |

### Enkelspel
| toernooi        | 2018 | 2019 | 2020 | 2021 | 2022 | 2023 | 2024 | 2025 |
| --------------- | ---- | ---- | ---- | ---- | ---- | ---- | ---- | ---- |
| Australian Open | –    | 3R   | 2R   | –    | 1R   | 1R   | HF   | 3R   |
| Roland Garros   | –    | 1R   | 1R   | –    | 1R   | 1R   | 3R   | 3R   |
| Wimbledon       | –    | 4R   | g.t. | –    | 1R   | –    | 3R   |      |
| US Open         | 1R   | 3R   | 2R   | 1R   | 1R   | –    | 1R   |      |

### Vrouwendubbelspel
| toernooi        | 2019 | 2020 | 2021 | 2022 |    | 2024 | 2025 |
| --------------- | ---- | ---- | ---- | ---- | -- | ---- | ---- |
| Australian Open | 1R   | 1R   | –    | 3R   | –  | –    |      |
| Roland Garros   | –    | 1R   | –    | –    | 1R | 1R   |      |
| Wimbledon       | 1R   | g.t. | –    | 1R   | 1R |      |      |
| US Open         | 1R   | –    | 3R   | –    | –  |      |      |

### Gemengd dubbelspel
| toernooi        | 2021 |    | 2024 |
| --------------- | ---- | -- | ---- |
| Australian Open | –    | –  |      |
| Roland Garros   | –    | –  |      |
| Wimbledon       | –    | 1R |      |
| US Open         | HF   | 1R |      |